# Up Popped the Two Lips
Up Popped the Two Lips ist ein Jazzalbum von Henry Threadgill’s Zooid. Die am 28. bis 30. April 2001 im Orange Music Sound Studio, West Orange, New Jersey entstandenen Aufnahmen erschienen im November 2001 auf Pi Recordings.

## Hintergrund
Die Bekanntheit des Saxophonisten und Komponisten Henry Threadgill nahm in den 1980er- und 90er-Jahren mit dem Aufkommen seiner Bands Very Very Circus und Make a Move stark zu, notierte Glenn Astarita (2002). In dieser Phase habe er einen ganz eigenen Kompositionsstil entwickelt, wobei er sich scheinbar von Märschen im Sousa-Stil, Kabarettmusik, Rockmusik und Jazz gleichermaßen inspirieren ließ. Mit seinen ersten Aufnahmen seit fünf Jahren – nachdem er Mitte der 1990er-Jahr drei Alben bei Major-Label Columbia Records vorlegen konnte – veröffentlichte Threadgill 2011 zwei Alben gleichzeitig, die auf zwei Bands in sehr unterschiedlichen Leistungsbereichen aufgeteilt waren, das akustische Sextett Zooid auf Up Popped the Two Lips und das Elektro-Outfit Make a Move auf Everybodys Mouth’s a Book.
Threadgill hat seine Karriere damit zugebracht, separate Identitäten für seine Ensembles zu schaffen, die er zur Aufführung seiner Musik kreierte, urteilte Thom Jurek. Von seiner frühen Band Air über das Sextett der 1980er-Jahre bis hin zu Very Very Circus im folgenden Jahrzehnt, der folgenden Gruppe Make a Move (mit der er gleichzeitig ein Album auf demselben Label veröffentlichte) und Zooid. Letztere sei gewissermaßen ein Spiegelbild von Very Very Circus, meinte Jurek; die Melodien sind für erweiterte Zwecke geschrieben: verlängerte Obertöne, markante Verschiebungen der Klangfarben und schrille mehrdimensionale Texturen. Threadgill spielte Altsaxophon und Flöte, Liberty Ellman Akustikgitarre und Tarik Benbrahim die Oud. Hinzu kamen José Davila an der Tuba, Dana Leong am Cello und Dafnis Prieto am Schlagzeug.
Up Popped the Two Lips repräsentiert Threadgills damalige Gruppe Zooid, da der Hybrid des Saxophonisten – Streicher, Holzbläser, Tuba-Ensemble und Oud (dargeboten von Tarik Benbrahim) – einige der Paradigmen aufweist, die auf mehreren seiner Aufnahmen aus den 1980ern und frühen 1990ern zu hören sind, schrieb Thom Jurek. Ansonsten ist Threadgills kratzige und oft vertikal geneigte Altsaxophonarbeit bei diesem Werk prominent herausgestellt, während sich seine Kompositionen in geometrisch gegensätzlichen Sequenzen bewegen.
Im September 2003 nahm Henry Threadgill mit seiner Band Zooid in identischer Besetzung ein weiteres Album auf, Pop Start the Tape, Stop, das in limitierter Auflage erschien. 2009/10 legte er schließlich bei Pi Recording das zweiteilige Werk This Brings Us to Volume I und This Brings Us to Volume II vor.

## Titelliste
- Henry Threadgill Zooid: Up Popped the Two Lips (Pi Recordings PI2)[4]
  1. Tickled Pink, 6:54
  2. Dark Black, 5:26
  3. Look, 4:54
  4. Around My Goose, 8:00
  5. Calm Down, 5:35
  6. Did You See That, 7:43
  7. Do The Needful, 6:53

Die Kompositionen stammen von Henry Threadgill.

## Rezeption
Thim Jurek verlieh dem Album in Allmusic vier Sterne und schrieb, dies sei eine Art kammermusikalischer Jazz, der seine Wurzeln an der Nahtstellen von östlicher und westlicher Musik habe. Volkslieder aus dem Nahen Osten, Jazz und sogar westliche klassische Musik verflechten sich hier und werden mit europäischer Volksmusik von beiden Seiten des Kontinents zusammengebunden. Der Opener Tickled Pink macht den Hörern deutlich, was Threadgills Stilistik sei, mit seinen sich kreuzenden Violin- und Tubalinien über den kantigen Gitarrenakkorden und Threadgills eigenen abfallenden Flötenlinien. Dies sei eine lustige, geschickte und intelligente Aufnahme, resümiert Jurek; als Komponist und Bandleader sei Threadgill stärker als je zuvor in seiner Karriere.

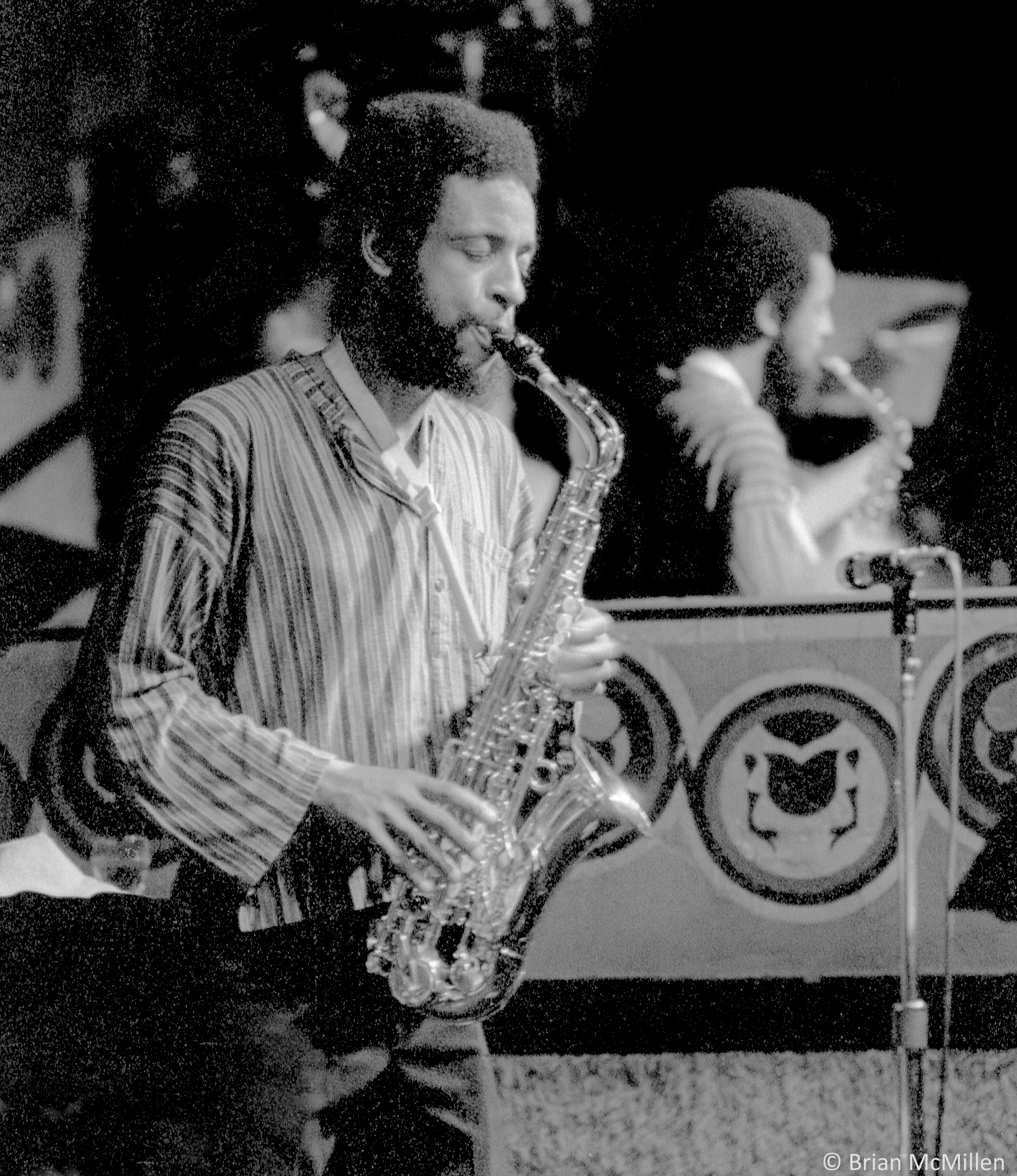
Henry Threadgill bei einem Auftritt im Keystone Korner, San Francisco 1979 mit AIR (mit Fred Hopkins und Steve McCall). Fotografie von Brian McMillen

Nach Ansicht von Glenn Astarita, der das Album in All About Jazz rezensierte, sei es eine Freude, in die multidirektionalen Evolutionsprozesse der Band einzutauchen. So verfolge etwa das Quintett auf dem Stück mit dem Titel „Did You See That“ klagende Progressionen und dicht komplexe Muster. Threadgills Bedeutung für den modernen Jazz könne nicht geleugnet werden, da es nur wenige Komponisten gebe, die eine so unterscheidbare Methodik der Musik im Allgemeinen besitzen.<!- was meint das? --> Zusammen mit einigen wenigen Auserwählten läute der Künstler hier unbewusst ein neues Goldenes Zeitalter der jazzbasierten Grundlagen und Denkprozesse ein, während diese sich entfaltende Saga weiter in luftige Höhen aufsteige.
Vorbehalte gegenüber dem Album äußerten die Kritiker Richard Cook und Brian Morton, die es lediglich mit drei Sternen auszeichneten. Es sei leichter und akustischer als das parallel erschienene Make a Move-Album Everybodys Mouth’s a Book, so die Autoren; der Schwerpunkt liege hier auf den Streichinstrumenten und Blechbläsern, und die Improvisationssprache sei dadurch noch weniger offensichtlich „westlich“; außer wenn Threadgill auf „Do the Needful“ den frühen Jazz durch ein seltsames Prisma zu drücken scheine. „Dark Block“ und „Around My Goose“ seien stilistisch etwas durcheinander geraten, kritisierten Cook/Morton. Resümierend drückten sie ihre Skepsis gegenüber Up Popped the Two Lips aus, doch das Album Everybodys Mouth’s a Book sei hingegen ein Gewinn.
Bill Tilland schrieb für die BBC, verglichen mit seiner gleichzeitigen Veröffentlichung Everybodys Mouth’s a Book sind die Stile und Texturen dieser Session deutlich exotischer, mit seinem Instrumentarium, das Tuba, Oud und Cello umfasse. Die Tuba sorgt für ein Marching Band/Dixieland-Klangbild, die Oud verleiht herben, perkussiven Biss und das gestrichene Cello sorge für etwas anspruchsvolles Ambiente. Das Spiel der Band hat [verglichen mit dem Schwesteralbum] mehr Disziplin und Klarheit, wobei Threadgills prominente Verwendung der Flöte (auf drei der sieben Tracks) eine Aura von Kammerjazz-Raffinesse erzeuge. Insgesamt sei Zooids rhythmische Untermauerung auf ruhige Weise eindringlich, mit Schlagzeug, Tuba und Oud (und manchmal dem Pizzicato-Cello), die alle die Musik energisch vorantreiben, während Threadgill und Ellman in die Mischung ein- und aussteigen. Threadgills Altsaxophon sei ein besonderer Leckerbissen in dieser akustischen Umgebung, in der er nicht mit mehreren E-Gitarren und einer dicken Klangwand konkurrieren müsse. Er sei ein hervorragender Spieler – prägnant, feurig und technisch einwandfrei.